# K-3
K-3 là loại súng trường tấn công có thiết kế bullpup được chế tạo tại Armenia. Có rất ít thông tin về loại súng này như việc chế tạo hay các biến thể của nó vì chúng được giữ bí mật. Súng được tin là đang được sử dụng bởi các lực lượng đặc nhiệm tại Armenia, súng được giới thiệu ra công chúng lần đầu vào tháng 10 năm 1996 khi đó khoảng 40 khẩu dùng để thử nghiệm đã được chế tạo.

## Thiết kế
K-3 sử dụng cơ chế nạp đạn bằng khí nén cùng khóa nòng xoay với cách hoạt động giống như các khẩu thuộc dòng Kalashnikov nhưng sử dụng thiết kế bullpup. Súng được giới thiệu là có tất cả những ưu điểm mà khẩu AK-74 có nhưng nhỏ và nhẹ hơn dù vậy chỉ có thể bắn bằng tay phải vì khe nhả vỏ đạn không thuận lợi cho người thuận tay trái.
Hệ thống nhắm cơ bản của súng là điểm ruồi nhưng có thể gắm các loại ống nhắm PSO-1. Hộp đạn rời của súng giống như của AK-74 và chứa được 30 đến 45 viên. Nòng súng có một bộ phận chống giật kiêm chức năng là bộ phận phóng lựu đạn đầu nòng. Hầu hết cấu trúc của súng được làm bằng nhựa tổng hợp.